# 加利角公園
加利角公園（英語：Garry Point Park），是一所位於加拿大英屬哥倫比亞省列治文市史提夫斯頓社區的一座公園。加利角公園佔地0.30 km2，內有約2.6 km長的步行小徑，也是史提夫斯頓漁人紀念碑、工野花園和蘇格蘭池塘的所在地。

## 歷史
加利角公園開放於1989年，面臨著菲沙河。該地區在18世紀時是一座漁村，直至20世紀時開發成鮭魚罐頭廠的聚集地。

## 交通
目前市內的大眾運輸系統之中有一條公車線（406）可直達加利角公園。